# Шодиев, Патох Каюмович
Фаттах (Патох) Каюмович Шо́диев (род. 15 апреля 1953 года, г. Джизак, Узбекистан) — узбекский предприниматель, совладелец горнодобывающей компании Eurasian Resources Group, Евразийского банка, страховой компании «Евразия» и «Евразийской индустриальной компании», основатель международного благотворительного фонда своего имени.

## Биография
Шодиев родился 15 апреля 1953 года в городе Джизак Узбекской ССР.
В 1976 он c отличием окончил Московский государственный институт международных отношений (МГИМО), факультет «Международное право». В дальнейшем защитил кандидатскую диссертацию по политологии в Дипломатической Академии МИД России и получил степень Доктора политических наук. Автор более 30-ти научных публикаций по истории, политике и экономике Японии.
C 1976 года служил советником Торгового представительства СССР в Токио, Япония, и главным специалистом по российско-японским экономическим отношениям Министерства внешней торговли СССР.
В 1989 году Шодиев стал акционером ряда горнодобывающих предприятий в Казахстане, которые позже были консолидированы в Eurasian Natural Resources Corporation (ENRC; сейчас — Eurasian Resources Group, ERG).
В 1994—1995 годах стал основателем «Евразийского банка» и страховой компании «Евразия».
В 1996 году Фаттах Каюмович основал благотворительную организацию «Международный фонд Шодиева», работающую на территории Узбекистана, Казахстана, России и Украины.
В 2009 году стал основателем «Евразийской индустриальной компании», расположенной в Казахстане.
Свободно владеет узбекским, русским, японским и английским языками.

## Предпринимательская деятельность

### Eurasian Natural Resources Corporation
В 1989 году совместно с Александром Машкевичем и Алиджаном Ибрагимовым стал акционером ряда горнодобывающих предприятий, которые позже были консолидированы в Eurasian Natural Resources Corporation (ENRC), казахстанскую горнодобывающую и металлургическую компанию.
К 2007 году ENRC занимала одно из лидирующих мест в мире по производству феррохрома, глинозёма и железной руды. В декабре 2007 года ENRC разместила около 18 % своего капитала на Лондонской фондовой бирже и в ходе IPO привлекла £ 1,364 млрд ($2,6 млрд). Капитализация компании на тот момент составила £ 6,8 млрд ($13,7 млрд).
В 2008—2013 годах компания приобреал активы в России, Китае, Африке и Бразилии. В ноябре 2013 года компания покинула Лондонскую фондовую биржу и прошла реструктуризацию, став Eurasian Resources Group (ERG).

### Евразийский банк
В 1994 году совместно с Александром Машкевичем и Алиджаном Ибрагимовым стал основателем Евразийского банка. Евразийский банк предоставляет розничные банковские услуги малому и среднему бизнесу, обслуживает 17 филиалов и 114 отделений на территории Казахстана. В сентябре 2019 года Moody’s присвоило банку рейтинг по долгосрочным депозитам в национальной и иностранной валюте на уровне B2.

### Страховая компания «Евразия»
В 1995 году совместно с Александром Машкевичем и Алиджаном Ибрагимовым стал сооснователем страховой компании «Евразия».
На 1 июля 2019 года на долю компании приходилось 88 % от общего объема входящего перестрахования в Казахстан и около 99 % от всего объема входящего перестрахования из-за рубежа.

### «Евразийская индустриальная компания»
В 2009 году совместно с Александром Машкевичем и Алиджаном Ибрагимовым стал сооснователем «Евразийской индустриальной компании», холдинговой компании, управляющей рядом активов в секторе недвижимости в Казахстане.

## Состояние
По данным журнала Forbes, на март 2019 года входит в тысячу самых богатых бизнесменов мира, имея состояние в $ 2,1 млрд.

## Награды
- Орден «Курмет» (2005, Казахстан) — «за заслуги перед государством, значительный вклад в социально-экономическое и культурное развитие страны»[22][23].
- Орден «Барыс» III степени (2011, Казахстан) — «за вклад в развитие Казахстана и активную промышленную, научную и социально-культурную деятельность»[24][25].
- Орден Дружбы (27 декабря 2019, Россия) — «за большие заслуги в области культуры и искусства, многолетнюю плодотворную деятельность»[26][27][28].
- Орден Восходящего солнца 3 степени (3 ноября 2020 года, Япония)[29].

## Семья
Женат. Имеет двух дочерей и сына.